# Krystyna Stypułkowska
Krystyna Stypułkowska-Smith (ur. 18 sierpnia 1938 w Warszawie, zm. 22 października 2020 w Arlington) – polska romanistka, tłumaczka i aktorka.

## Życiorys
W okresie, gdy studiowała romanistykę, pracowała jako tłumaczka m.in. René Claira, Yves’a Montanda i innych gwiazd przebywających na przełomie lat 50. i 60. w Polsce. Zadebiutowała epizodem w filmie Kalosze szczęścia (1958) w reżyserii Antoniego Bohdziewicza. Zdobyła popularność dzięki roli Pelagii w filmie Niewinni czarodzieje (1960) w reżyserii Andrzeja Wajdy.
Na początku lat 60. wyjechała do Włoch, gdzie przez pewien czas kształciła się na wydziale aktorskim i reżyserskim w Centro sperimentale di cinematografia w Rzymie i zagrała jedną z głównych ról w filmie Enzo Battaglii pt. La vita provvisoria (1962). Miała na koncie kilka ról filmowych i telewizyjnych. W 1962 roku zagrała w filmie pt. Dziewczyna z dobrego domu, następnie w dwóch spektaklach Teatru Telewizji (Syn marnotrawny z 1963 i Przygoda z Agnieszką z 1965), a także w NRD-owskim filmie w reżyserii Franka Beyera, zatytułowanym Spur der Steine (1966).
Po zakończeniu kariery filmowej rozpoczęła pracę w Polskiej Agencji Prasowej. W 1968 wyemigrowała do Stanów Zjednoczonych, gdzie doktoryzowała się z komparatystyki, była lektorką języka włoskiego i uczyła języka francuskiego na jednym z uniwersytetów. Po rozwodzie mieszkała w Paryżu, a także w Polsce, gdzie pracowała w teatrze i była korespondentką miesięcznika „Dialog”. Po czterech latach wróciła do USA. Mieszkała w Waszyngtonie. Od 1980 pracowała w Departamencie Stanu Stanów Zjednoczonych.
Zmarła 22 października 2020 w Arlington. 22 listopada 2022 została pochowana na cmentarzu ewangelicko-augsburskim przy ulicy Sopockiej w Łodzi.

## Filmografia
Filmy
- 1958: Kalosze szczęścia
- 1960: Niewinni czarodzieje – Pelagia[2]
- 1962: La vita provvisoria[2]
- 1962: Dziewczyna z dobrego domu – Joanna Kossakowska[2].
- 1966: Spur der Steine – Kati Klee[2]

Seriale telewizyjne
- 1965: Podziemny front – Marysia, łączniczka AL[2]

Spektakle Teatru Telewizji
- 1963: Syn marnotrawny (reż. Bohdan Trukan) – szlachcianka[2]
- 1965: Przygoda z Agnieszką (reż. Jacek Szczęk) – Agnieszka[2]